# Pandora (須藤あきらのアルバム)
『Pandora』（パンドラ）は、須藤あきらの3枚目のアルバム。

## 内容
ビクターエンターテイメント在籍中にリリースした最後のアルバム。

## 批評
『CDジャーナル』は「マイナー調の勢いのあるメロディとビートで押していく感じが、熱さを生み出す。音もかなりハード・テイストで、野太い作り」と評した。

## 収録曲
全曲作詞：須藤あきら
1. 抱きたいの
作曲・編曲：Haward Killy
2. JUST TAKE MY HEART
作曲・編曲：Haward Killy
  - 5枚目のシングル。
3. 夢を止めないで
作曲：谷本新　編曲：野中則夫
  - 4枚目のシングル。代々木ゼミナールCMソング。
4. 恋のはじまり～SWEET ANGEL～
作曲・編曲：Haward Killy
  - 5枚目のシングル「JUST TAKE MY HEART」のカップリング曲。
5. ひこうき雲
作曲：佐々木真里　編曲：Haward Killy
6. STEAL AWAY
作曲：佐々木真里　編曲：Haward Killy
7. 明日こそ強くなれ
作曲：小泉誠司　編曲：野中則夫
  - 4枚目のシングル「夢を止めないで」のカップリング曲。
8. 愛が眠れない
作曲・編曲：Haward Killy
  - 自身が出演した映画『首都高速トライアルMAX』主題歌。
9. I can't satnd it any more
作曲・編曲：Haward Killy
10. 晴れた朝のせいだから
作曲・編曲：Haward Killy

## レコーディング参加
- Haward Killy - キーボード
- 野中則夫（BLOW） - ギター